# 尖嘴鮑氏脂鯉
尖嘴鮑氏脂鯉（学名：Boulengerella lucius）為輻鰭魚綱脂鯉目脂鯉亞目魣脂鯉科的其一種，分布於南美洲亞馬遜河、奧里諾科河流域，體長可達42公分，棲息在底中層水域，生活習性不明，可作為觀賞魚。